# 하코야마 아이카
하코야마 아이카(箱山愛香, 1991년 7월 27일 ~ )는 일본의 아티스틱스위밍 선수이다. 2016년 하계 올림픽에서 동메달을 획득한 일본 팀의 일원이었고, 2015년 세계 선수권 대회에서 팀 테크니컬 루틴, 팀 프리 루틴, 프리 루틴 콤비네이션 종목에서 동메달을 획득한 일본 팀의 일원이었다.
2012년 하계 올림픽 여자 단체전에 출전했다.